# Hinrich Schuldt
Hinrich Schuldt (14 de janeiro de 1901 - 15 de março de 1944) foi um Schutzstaffel alemão durante a Segunda Guerra Mundial. Ele foi um destinatário póstumo da Cruz de Cavaleiro da Cruz de Ferro com Folhas de Carvalho e Espadas da Alemanha nazista.

## Brigada SS Schuldt
A Brigada SS Schuldt, sob o comando de Hinrich Schuldt, era composta por unidades retiradas da Divisão SS Leibstandarte, Divisão SS Das Reich, Divisão SS Polizei e um destacamento da Luftwaffe. A brigada foi transferida para a Frente Oriental em dezembro de 1942, e em 16 de dezembro foi enviada para a Frente de Stalingrado. Em 1 de janeiro de 1943, foi colocado sob o comando da 6ª Divisão Panzer. A brigada foi dissolvida em 1 de março de 1943, com o que restou de suas unidades retornando às suas formações originais. O 1º Regimento SS-Polizei Panzegrenadier 7 ficou com 84 homens do 527 original e o 7º Batalhão LSSAH teve 38 homens restantes dos 800 originais.

## Prémios
- Cruz de Ferro (1939) 2ª classe (24 de outubro de 1939) e 1ª classe (outubro de 1941)[2]
- Cruz Alemã em Ouro em 21 de abril de 1943 como SS-Standartenführer na SS-Brigada "Schuldt"[3]
- Cruz de Cavaleiro da Cruz de Ferro com Folhas de Carvalho e Espadas
  - Knight's Cross em 5 de abril de 1942 como SS-Obersturmbannführer e comandante do SS-Infanterie-Regiment 4 "Reichsführer-SS".[4]
  - Oak sai em 2 de abril de 1943 como SS-Standartenführer e comandante da Brigada SS Schuldt
  - Espadas em 25 de março de 1944 (postumamente) como SS-Oberführer e comandante da 2. lettische SS-Freiwilligen-Brigade

### Citações
1. ↑  Nafziger, p,136
2. ↑  Thomas 1998, p. 296.
3. ↑  Patzwall & Scherzer 2001, p. 427.
4. ↑  Scherzer 2007, p. 688.